# Münchens sexdagars

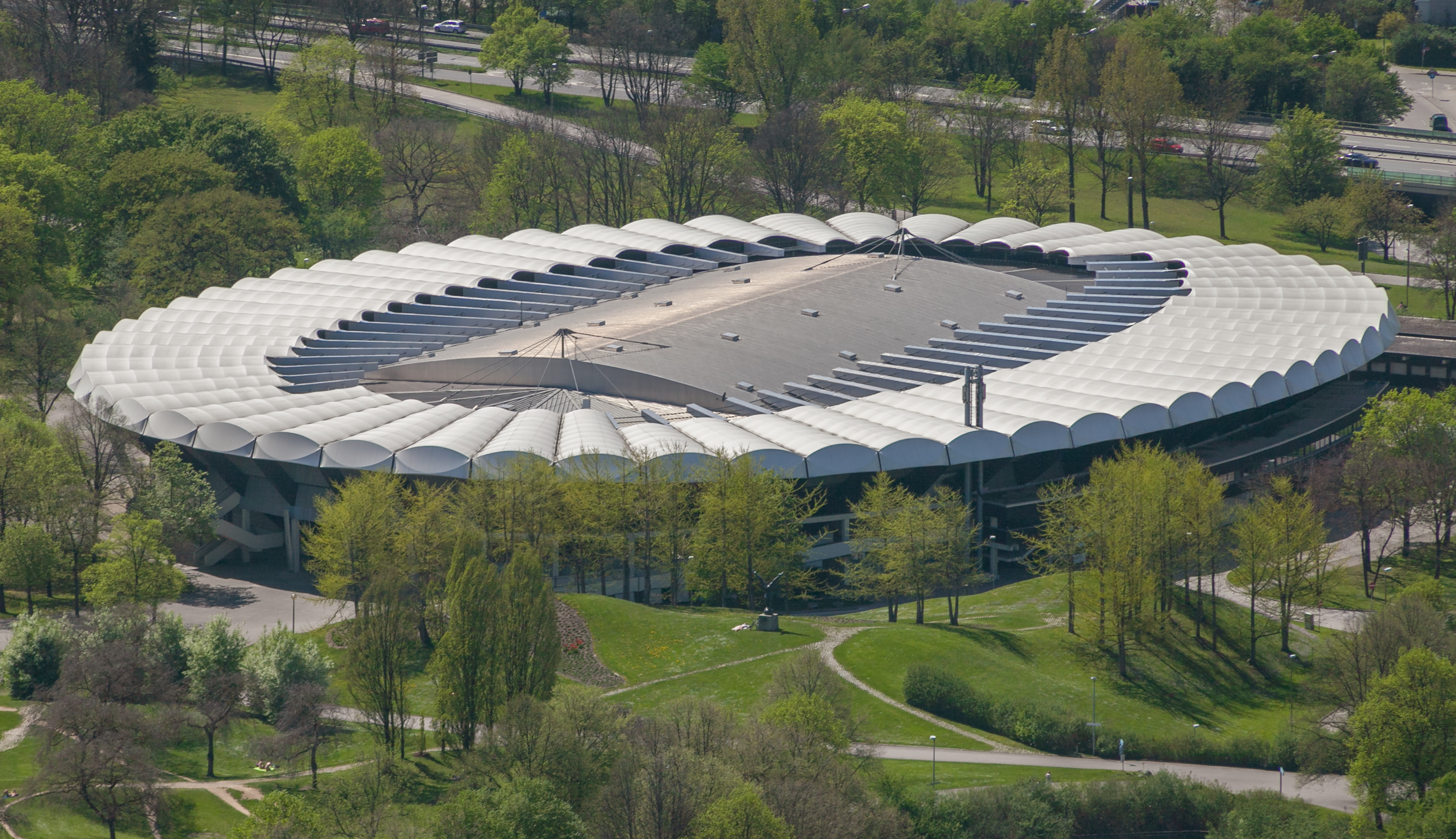
Olympia-Radstadion 2012.

Münchens sexdagars  var ett tyskt sexdagarslopp i bancykling som arrangerades i München. Ett första lopp arrangerades 1933, men från 1934 förhindrade nazistregimen i Tyskland arrangerandet av sexdagarslopp och det dröjde till 1949 innan loppet återupptogs (i en utställningshall på Theresienhöhe). 1954 gick arrangören, Winterbahn GmbH, dock i konkurs på grund av ett 100-kilometerslopp den 31 januari som endast lockat 4000 åskådare. Sexdagarsloppet ägde dock ändå rum 20–26 mars och åtminstone de utländska deltagarna fick betalt, men loppet fick sedan läggas ner. Under 1960-talet fick sexdagarslopp åter ett uppsving i Tyskland och 1972 arrangerades åter ett lopp i München. Det hölls 8–14 november i Olympia-Radstadion, en velodrom som byggts till de olympiska spelen vilka hållits i augusti/september samma år. Under ledning av den tidigare vinnaren (1952 och 1954) av loppet, Ludwig Hörmann, ökade publintresset och loppet hölls sedan årligen i första halvan av november fram till och med 2009, varefter det lades ner på grund av att publikintresset minskat så mycket att loppet gick med en förlust på 300 000 Euro. Därmed fanns det bara två sexdagarslopp kvar i Tyskland, Berlin och Bremen (loppen i Stuttgart och Dortmund hade lagts ner året innan).
Flest segrar, nio stycken, tog schweizaren Bruno Risi, varav sex med landsmannen Kurt Betschart.

## Podieplaceringar
| År              | Vinnare                                    | Tvåa                                | Trea                                   |
| 1933            | Franz Lehmann Oskar Tietz                  | Gustav Kilian Heinz Vopel           | Lothar Ehmer Georg Umbenhauer          |
| 1934- 1948      | ej avhållet                                | ej avhållet                         | ej avhållet                            |
| 1949 april      | Maurice Depauw Robert Naeye                | Gilbert Doré Robert Oubron          | Arie Vooren Gérard van Beek            |
| 1950 april      | René Adriaensens Robert Naeye              | Reginald Arnold Alfred Strom        | Gustav Kilian Jean Roth                |
| 1950 november   | Camiel Dekuysscher Odiel Vanden Meerschaut | Reginald Arnold Ludwig Hörmann      | Arthur Sérès Roger Le Nizerhy          |
| 1951 mars/april | Émile Carrara Guy Lapébie                  | Severino Rigoni Ferdinando Terruzzi | Reginald Arnold Alfred Strom           |
| 1952 okt./nov.  | Ludwig Hörmann Alfred Strom                | Émile Carrara Dominique Forlini     | Roger De Corte Odiel Vanden Meerschaut |
| 1953 nov./dec.  | Walter Bucher Jean Roth                    | Lucien Gillen Ferdinando Terruzzi   | Werner Holthöfer Hans Preiskeit        |
| 1954 mars       | Ludwig Hörmann Hans Preiskeit              | Evan Klamer Kay Werner Nielsen      | Valentin Petry Walter Schürmann        |
| 1955- 1971      | ej avhållet                                | ej avhållet                         | ej avhållet                            |
| 1972            | Sigi Renz Wolfgang Schulze                 | Albert Fritz Wilfried Peffgen       | Alain Van Lancker Patrick Sercu        |
| 1973            | Leo Duyndam René Pijnen                    | Graeme Gilmore Dieter Kemper        | Sigi Renz Wolfgang Schulze             |
| 1974            | Graeme Gilmore Sigi Renz                   | Wilfried Peffgen Jürgen Tschan      | Jacky Mourioux Alain Van Lancker       |
| 1975            | Günter Haritz René Pijnen                  | Eddy Merckx Patrick Sercu           | Albert Fritz Wilfried Peffgen          |
| 1976            | Albert Fritz Wilfried Peffgen              | Graeme Gilmore Patrick Sercu        | Udo Hempel Jürgen Tschan               |
| 1977            | Eddy Merckx Patrick Sercu                  | Danny Clark Günther Schumacher      | Roman Hermann René Pijnen              |
| 1978            | Gregor Braun Patrick Sercu                 | Danny Clark Gerrie Knetemann        | Roman Hermann Horst Schütz             |
| 1979            | Patrick Sercu Dietrich Thurau              | Donald Allan Danny Clark            | Francesco Moser René Pijnen            |
| 1980            | Donald Allan Danny Clark                   | Albert Fritz Wilfried Peffgen       | Gert Frank René Pijnen                 |
| 1981            | Donald Allan Danny Clark                   | René Pijnen Dietrich Thurau         | Roman Hermann Horst Schütz             |
| 1982            | René Pijnen Patrick Sercu                  | Albert Fritz Dietrich Thurau        | Donald Allan Danny Clark               |
| 1983            | Urs Freuler René Pijnen                    | Gert Frank Dietrich Thurau          | Josef Kristen Horst Schütz             |
| 1984            | Gert Frank Hans-Henrik Ørsted              | Urs Freuler René Pijnen             | Danny Clark Dietrich Thurau            |
| 1985            | Urs Freuler René Pijnen                    | Stan Tourné Etienne De Wilde        | Anthony Doyle Gary Wiggins             |
| 1986            | Danny Clark Dietrich Thurau                | Urs Freuler René Pijnen             | Roman Hermann Josef Kristen            |

| År   | Vinnare                          | Tvåa                                | Trea                                |
| 1987 | Urs Freuler Dietrich Thurau      | Danny Clark Anthony Doyle           | Andreas Kappes René Pijnen          |
| 1988 | Danny Clark Anthony Doyle        | Stan Tourné Etienne De Wilde        | Roman Hermann Andreas Kappes        |
| 1989 | Andreas Kappes Etienne De Wilde  | Adriano Baffi Pierangelo Bincoletto | Danny Clark Rolf Gölz               |
| 1990 | Danny Clark Tony Doyle           | Adriano Baffi Pierangelo Bincoletto | Andreas Kappes Etienne De Wilde     |
| 1991 | Andreas Kappes Etienne De Wilde  | Peter Pieters Remig Stumpf          | Danny Clark Tony Doyle              |
| 1992 | Urs Freuler Olaf Ludwig          | Adriano Baffi Pierangelo Bincoletto | Kurt Betschart Bruno Risi           |
| 1993 | Kurt Betschart Bruno Risi        | Andreas Kappes Etienne De Wilde     | Adriano Baffi Pierangelo Bincoletto |
| 1994 | Kurt Betschart Bruno Risi        | Urs Freuler Carsten Wolf            | Danny Clark Etienne De Wilde        |
| 1995 | Erik Zabel Etienne De Wilde      | Adriano Baffi Giovanni Lombardi     | Jimmi Madsen Jens Veggerby          |
| 1996 | Adriano Baffi Giovanni Lombardi  | Kurt Betschart Bruno Risi           | Silvio Martinello Marco Villa       |
| 1997 | Kurt Betschart Bruno Risi        | Silvio Martinello Bjarne Riis       | Jimmi Madsen Jens Veggerby          |
| 1998 | Kurt Betschart Bruno Risi        | Adriano Baffi Andreas Kappes        | Tayeb Braikia Jimmi Madsen          |
| 1999 | Andreas Kappes Silvio Martinello | Kurt Betschart Bruno Risi           | Robert Bartko Scott McGrory         |
| 2000 | Kurt Betschart Bruno Risi        | Silvio Martinello Marco Villa       | Robert Bartko Erik Zabel            |
| 2001 | Silvio Martinello Erik Zabel     | Kurt Betschart Bruno Risi           | Matthew Gilmore Scott McGrory       |
| 2002 | Matthew Gilmore Scott McGrory    | Kurt Betschart Bruno Risi           | Andreas Beikirch Andreas Kappes     |
| 2003 | Bruno Risi Kurt Betschart        | Matthew Gilmore Scott McGrory       | Andreas Beikirch Andreas Kappes     |
| 2004 | Matthew Gilmore Scott McGrory    | Robert Slippens Danny Stam          | Andreas Beikirch Andreas Kappes     |
| 2005 | Erik Zabel Robert Bartko         | Robert Slippens Danny Stam          | Bruno Risi Kurt Betschart           |
| 2006 | Erik Zabel Bruno Risi            | Franco Marvulli Iljo Keisse         | Danny Stam Peter Schep              |
| 2007 | Bruno Risi Franco Marvulli       | Erik Zabel Leif Lampater            | Robert Slippens Danny Stam          |
| 2008 | Iljo Keisse Robert Bartko        | Erik Zabel Leif Lampater            | Olaf Pollack Roger Kluge            |
| 2009 | Bruno Risi Franco Marvulli       | Alex Rasmussen Michael Mørkøv       | Leif Lampater Christian Grasmann    |